# Emily the Strange
Emily the Strange eller Emily Strange är en seriefigur skapad av Rob Reger och hans eget företag Comic Debris Etc. Inc. 1991 designade Regers vän Nathan Carrico Emily för ett skateboardföretag i Santa Cruz, där också Cosmic Debris startades.
Tillsammans med Matt Reed designade han tröjor och tog med mystiska Emily och hennes 4 katter till modevärlden. Flera serietidningar har sedan dess också gjorts och kommit även till Sverige.
Emily är en mystisk 13-åring (födelsedag 23 september) som har en mörk, ibland gotisk, syn på världen, men har också hävdats vara en feministisk serieikon. Överallt följs Emily av fyra svarta och lika mystiska katter; Mystery, Miles, Sabbath och Nee-Chee.
Emily the Strange är publicerad av både Chronicle Books och Dark Horse Comics i USA. Kändisar som bland annat Julia Roberts, Björk och Britney Spears har setts klädda i kläder från Emily Strange.